# Wachenheim (Pfrimm)
Wachenheim ist eine Ortsgemeinde im Landkreis Alzey-Worms in Rheinland-Pfalz. Sie gehört der Verbandsgemeinde Monsheim an.

## Geographie
Wachenheim liegt in Rheinhessen an der Pfrimm und ist eingebettet in die Talregion Zellertal. Der Ort grenzt westlich direkt an die Pfalz mit dem Nachbarort Zellertal, Ortsteil Niefernheim, an. Durch das gesamte Zellertal zieht sich die Bundesstraße 47.

## Geschichte
Zahlreiche Bodenfunde im Pfrimmtal weisen darauf hin, dass schon in vorgeschichtlicher Zeit Ansiedlungen in der klimatisch günstigen Landschaft waren. Im Bereich der Gemarkungen Wachenheim, Mölsheim und Monsheim wurden Zeugnisse einer Besiedelung von der neolithischen Hinkelstein-Gruppe bis zur Latènezeit gefunden. 1896 wurden im Sülzer Weg kleine Töpfchen nebst einem Ring aus gebranntem Ton in einem Grab gefunden, das auf etwa 2000 Jahren v. Chr. datiert wurde.
Unregelmäßiger Getreideaufwuchs gab im Sommer 1905 Anlass zu Bodengrabungen im Bereich zwischen Harxheimer Straße (Bundesstraße 47) und der Pfrimm. Gut erhaltene Fundamente einer Villa Rustica traten dabei zu Tage. Die Grabungen wurden durch Skizzen und Fotografien dokumentiert, anschließend wurde der Fundort eingeebnet und wieder als Ackerfläche benutzt. Das Terrain wurde ab 1972 bebaut. Die parallel zur Harxheimer Straße verlaufende „Römerstraße“ erinnert an die römische Villa. Im Sommer 1992 wurde in einer Baugrube in diesem Bereich zusammen mit römischen Scherbenfunden ein Mühlstein geborgen.
Wachenheim wurde erstmals am 29. August 765 in einer Schenkungsurkunde des Klosters Lorsch als Wachanheim urkundlich im Lorscher Codex erwähnt, jedoch ohne nähere Angaben. Insgesamt sind sieben Urkunden bekannt, Nr. 1130, 1298–1303. Die umfangreichste Schenkung erfolgte am 20. März 782 mit Urkunde 1302 über sechs Leibeigene, ein Bauerngut, eine Hofreite mit Wohn- und Wirtschaftsbauten und alles was dazugehört. Frühe Namensformen des Ortes sind Waccanheim, Wacchanheim, Wacchenheim und Wakkenheim.
Wachenheim war Sitz des „Landgerichts auf dem Kaldenberg“ oberhalb des Orts, eines gaugräflichen Gerichts im Wormsgau. Bischof Burchard II. von Worms, der Erbauer des Wormser Doms, bestätigte 1141 den Brüdern des Wormser Andreasstiftes ihnen zustehende Einkünfte aus Feldern und Weinbergen in Wachenheim, Mölsheim und Flörsheim. Ab dem 12. Jahrhundert übte das Geschlecht der Leininger Herrschaft und Gericht auf dem „Kalten Berge by Wachenheim off der prym“ aus. Vom 13. Jahrhundert an wird die örtliche Adelsfamilie der Herren von Wachenheim urkundlich fassbar, deren bedeutendster Vertreter Otto Ludwig von Wachenheim († 1660) als kaiserlicher General im Dreißigjährigen Krieg war.
1689 wurde Wachenheim, wie die gesamte Pfalz im Pfälzischen Erbfolgekrieg zerstört.
Bei der Taufe des Friedrich von Botzheim am 28. November 1766 wurden König Friedrich II. von Preußen und Kronprinz Wilhelm als Taufpaten eingetragen. Die von Botzheim’sche Familie, zu dieser Zeit Besitzer des sogenannten Wachenheimer Oberschlosses stand mit dem höchsten preußischen Adel und dem preußischen Hofe in Beziehungen.
Nach dem Wiener Kongress kam Wachenheim 1816 zur Provinz Rheinhessen des Großherzogtums Hessen(-Darmstadt), die westlich gelegenen Nachbargemeinden im Zellertal (Niefernheim, Harxheim und Zell) werden dem Bezirk Rheinpfalz des Königreiches Bayern zugeteilt. Mit dem Ende des Ersten Weltkrieges und der Monarchie 1919 wurde Wachenheim Teil des Volksstaates Hessen und der westliche Teil des Zellertales war dem Freistaat Bayern zugeordnet. Auch nach der Bildung des Landes Rheinland-Pfalz 1946 blieb das Zellertal zwischen dem Regierungsbezirk Rheinhessen und dem Regierungsbezirk Pfalz aufgeteilt. Bis heute gehört Wachenheim zum Landkreis Alzey-Worms, während das westliche Zellertal im Donnersbergkreis liegt.

## Wachenheim aktuell

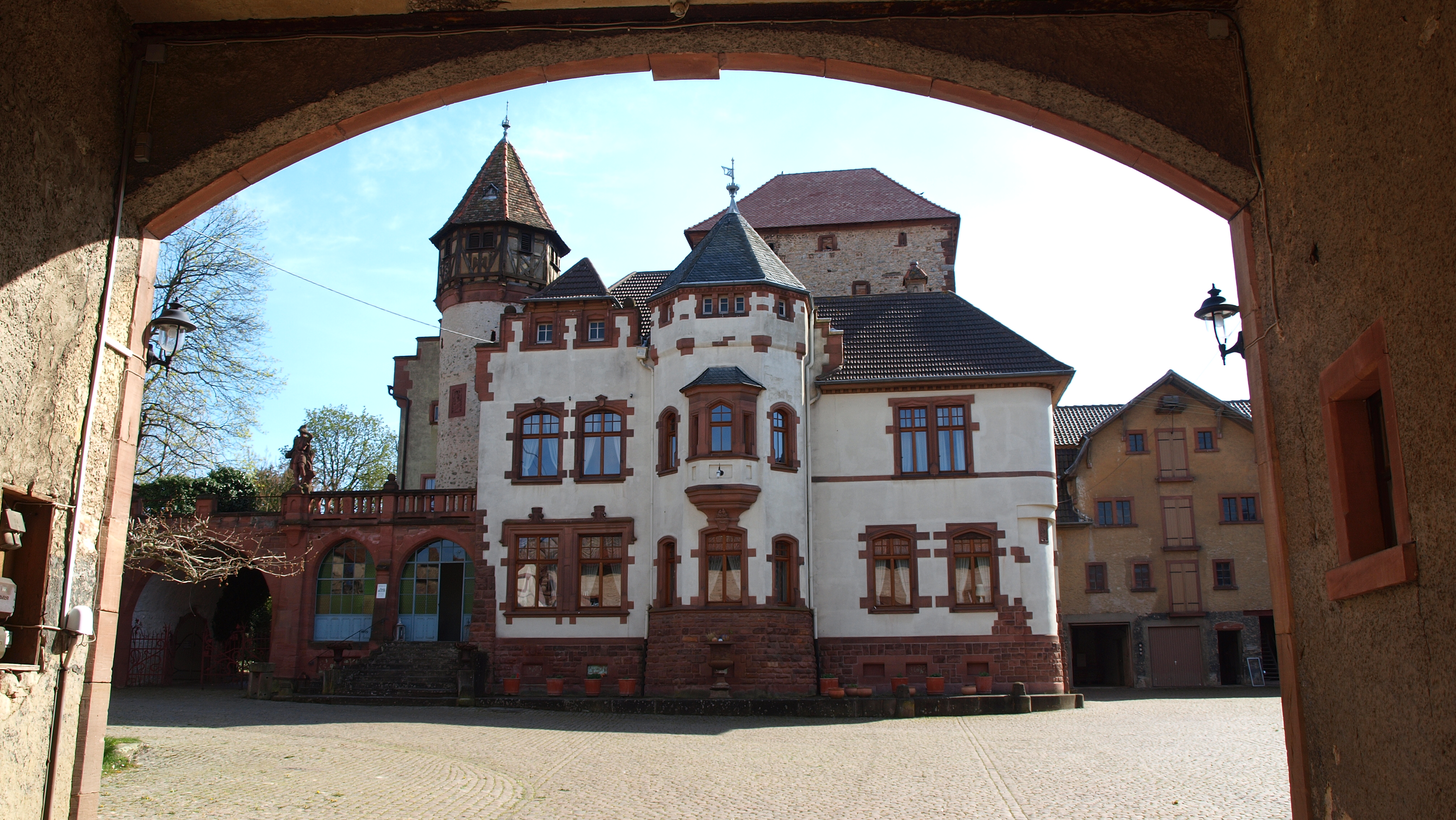
Burg Wachenheim

Durch die in den Jahren 1999 bis 2003 entwickelten Neubaugebiete „In den Bachstaden“, „Harxheimer Weg“ und noch einigen Baulücken im älteren Neubaugebiet „Mühlbrunnen“, zwischen 1968 und 1970 ausgewiesen, ist in den kommenden Jahren mit einem leichten Bevölkerungsanstieg noch zu rechnen. Durch die verkehrsgünstige Lage Wachenheims, zum einen die Führung der B 47 durch den Ort und zum anderen durch die Nähe zur Bundesautobahn 61 bei Worms Worms-Pfeddersheim bzw. bei Mörstadt ist Wachenheim leicht zu erreichen. Zur Kreisstadt Alzey sind es 16 Kilometer, zur Kreisstadt des benachbarten Donnersbergkreises Kirchheimbolanden ebenfalls 16 Kilometer und zum Zentrum der Nibelungen- und Lutherstadt Worms 17 Kilometer.
Im östlich benachbarten Monsheim, dem Sitz der gleichnamigen Verbandsgemeindeverwaltung, kreuzt sich die Bundesstraße 47 mit der Bundesstraße 271, die in ihrem Verlauf ab Bockenheim Deutsche Weinstraße genannt wird.

## Politik

### Gemeinderat
Der Gemeinderat in Wachenheim besteht aus zwölf Ratsmitgliedern, die bei der Kommunalwahl am 9. Juni 2024 in einer personalisierten Verhältniswahl gewählt wurden, und dem ehrenamtlichen Ortsbürgermeister als Vorsitzendem.
Die Sitzverteilung im Gemeinderat:
| Wahl | SPD | Grüne | FWG | Gesamt |
| ---- | --- | ----- | --- | ------ |
| 2024 | –   | 1     | 11  | 12     |
| 2019 | 2   | 2     | 8   | 12     |
| 2014 | 4   | –     | 8   | 12     |
| 2009 | 4   | –     | 8   | 12     |
| 2004 | 4   | –     | 8   | 12     |
| 1999 | 4   | –     | 8   | 12     |
| 1994 | 5   | –     | 7   | 12     |
| 1989 | 6   | –     | 5   | 11     |

- FWG = Freie Wählergruppe Wachenheim e. V.

### Ortsbürgermeister
- 1951–1979 Karl Würth
- 1979–1982 Willi Johannes (SPD)
- 1982–1984 Dieter Jürgen Günther
- 1984–1988 Jakob Becker (SPD)
- 1988–1992 Regina Johannes (SPD)
- 1992–1994 Karl Liesy (SPD)
- 1994–2004 Wolf Dieter Egli (FWG)
- 2004 – heute Dieter Heinz (FWG)

Bei der Direktwahl am 26. Mai 2019 wurde Dieter Heinz mit einem Stimmenanteil von 77,83 % und am 9. Juni 2024 als einziger Bewerber mit 81,3 % für jeweils fünf weitere Jahre in seinem Amt bestätigt.

### Wappen und Flagge
| Wappen von Wachenheim | Blasonierung: „In Gold drei schwarze Wachteln (2:1).“ |
| Wappen von Wachenheim | Wappenbegründung: Das Wappen ist dem des ortsadeligen Geschlechts der Druschel von Wachenheim nachgebildet. Drei Vögel, schwarz in goldenem Feld kommen bereits um 1280 auf dem Wappen der Druschel von Wachenheim vor. Hier sind es aber in Anlehnung an den Namen „Druschel“ Drosseln, aus denen später Wachteln wurden. Die „Druschel von Wachenheim“ waren ein alteingesessenes Geschlecht, das später ausgestorben ist. Auch die Herkunft des Namens Wachenheim wird mit diesen Vögeln in Verbindung gebracht. Wachenheim wird erstmals 765 als Wacchanheim urkundlich erwähnt. |

In der Genehmigungsurkunde der Ortsflagge durch die Bezirksregierung Rheinhessen-Pfalz vom 6. Juni 1990 wird die Flagge wie folgt beschrieben: „Die Flagge ist von Gelb – Schwarz – Gelb – Schwarz – Gelb im Verhältnis (1:1:1:1:1) gespalten bzw. geteilt, darin das Wappen wie folgt beschrieben wird: In Gold drei schwarze Wachteln (2:1).“

## Dialekt
Die gesprochene Sprache in Wachenheim stellt das Rheinhessische mit starken Einschlägen des Pfälzischen dar. Den Dialekt eines Wachenheimers und eines Bewohners des pfälzischen Nachbarortes Niefernheim zu unterscheiden ist zweifelsfrei möglich, obwohl die beiden Orte nur etwas mehr als einen Kilometer voneinander entfernt sind.

## Wirtschaft und Infrastruktur

### Landwirtschaft
Wachenheim ist heute noch ein klassisches Weindorf mit fünf Vollerwerbs-Winzerbetrieben und vier Nebenerwerbs-Winzerbetrieben. Darüber hinaus sind noch sieben landwirtschaftliche Vollerwerbsbetriebe mit gemischter Struktur sowie ein Haupterwerbsbetrieb mit reinem Ackerbau angesiedelt. Die gesamte Feldbewirtschaftung erstreckt sich auf 311 Hektar Fläche, auf den Weinbau entfallen davon 80 Hektar.
Die Einwohner Wachenheims finden überwiegend ihr Auskommen in Tätigkeiten im Raum Worms und im Rhein-Neckar-Dreieck sowie im Rhein-Main-Gebiet.

### Verkehr
Der frühere Bahnhof ist drei Kilometer westlich vom Bahnhof Monsheim entfernt, in dem die Strecken Worms–Bingen, die Pfälzische Nordbahn nach Neustadt an der Weinstraße und die Zellertalbahn nach Langmeil (Pfalz) zusammentreffen. Die Zellertalbahn wird seit 2006 im Sommerhalbjahr an Sonn- und Feiertagen durch den Förderverein Eistalbahn e. V. befahren, nachdem der Linienverkehr in den 1970er Jahren eingestellt wurde.
Wachenheim ist der östliche Eingang zum Zellertal und wird von der stark frequentierten Bundesstraße 47 im Ortsbereich auf 1,5 Kilometern durchzogen. 2006 wird seitens der Orts- und Verbandsgemeinde verstärkt auf eine Beruhigung des Durchgangsverkehrs mit zuständigen überörtlichen Behörden hingearbeitet. Nach Verkehrszählungen im Jahre 2005 wird die B 47 im Bereich Wachenheim im Durchschnitt von 24 Stunden von derzeit rund 7.000 Fahrzeugen befahren.